# Ponyboi
Ponyboi es un thriller estadounidense de 2024 dirigido por Esteban Arango, a partir de un guion de River Gallo. Está basado en el cortometraje de 2019 del mismo nombre de Gallo. Está protagonizada por Gallo, Dylan O'Brien, Victoria Pedretti, Murray Bartlett e Indya Moore.
Tuvo su estreno mundial en el Festival de Cine de Sundance 2024, el 20 de enero de 2024.

## Sinopsis
El día de San Valentín, en Nueva Jersey, una joven trabajadora sexual debe huir de la mafia cuando un negocio de drogas sale mal.

## Reparto
- River Gallo como Ponyboi
- Dylan O'Brien como Vinny
- Victoria Pedretti como Angel
- Murray Bartlett como Bruce
- Indya Moore como Charlie
- Denis Lambert
- Stephen Moscatello
- Aphrodite Armstrong
- Keith William Richards

## Producción
En diciembre de 2022, se anunció que River Gallo, Dylan O'Brien, Victoria Pedretti e Indya Moore se habían unido al elenco de la película, con Esteban Arango dirigiendo a partir de un guion de Gallo.
El rodaje concluyó en diciembre de 2022.

## Estreno
Tuvo su estreno mundial en el Festival de Cine de Sundance el 20 de enero de 2024.